# Relações entre Estados Unidos e Irlanda
As relações entre Estados Unidos e Irlanda referem-se às relações diplomáticas estabelecidas  entre os Estados Unidos da América e a República da Irlanda.
De acordo com os governos dos respectivos países, as relações entre ambos têm sido baseados em laços ancestrais comuns e valores compartilhados. Além do diálogo regular em questões político-econômicas, ambos os países possuem parcerias em diversas áreas, como pesquisas científicas e educação.
A Irlanda mantém uma política de neutralidade através do não-alinhamento e, por conseguinte, não é membro da OTAN, assim como não participa formalmente da Parceria para a Paz, assim como de outras coligações políticas do Hemisfério Norte. No entanto, têm sido um dos provedores de apoio tático aos aliados dos Estados Unidos em várias regiões do globo.
De acordo com a pesquisa Global Leadership Report, de 2012, cerca de 67% dos irlandeses aprovam o governo norte-americano.

## Laços culturais
A imigração irlandesa nos Estados Unidos desempenhou um papel fundamental na formação da cultura norte-americana. Cerca de 33 milhões de cidadãos norte-americanos (10,5% da população do país) alegam ascendência irlandesa, segundo dados do Censo. Diversos irlando-americanos são notáveis por sua sua contribuição à política, cultura geral e  esporte dos Estados Unidos. O Halloween, um dos mais comemorados feriados estadunidenses, possui origens que remontam ao festival céltico Samhain, cujos elementos foram introduzidos na América pelos colonos irlandeses.
Grande parte dos presidentes dos Estados Unidos possui ascendência irlandesa. A herança irlandesa varia, no entanto, de cada presidente. Por exemplo, o pai de Chester Arthur e ambos os pais de Andrew Jackson eram irlandeses, enquanto George W. Bush possui um ancestral distante de origem irlandesa. Os pais de Ronald Reagan também eram de origem irlandesa, assim como a família de John F. Kennedy, que inclusive, foi educado na religião católica. O ex-presidente, Barack Obama, descende de irlandeses através de sua mãe, Ann Dunham.Assim como Joe Biden que também é de família irlandesa pela parte materna 
A imigração declinou fortemente após o grande desempenho econômico da Irlanda na década de 1990. Pela primeira vez em sua história recente, a Irlanda experimentou altos índices de migração interna, um fenômeno de consequências políticas, econômicas e sociais. Contudo, cidadãos irlandeses permanecem como os que mais investem em moradia temporária no exterior, principalmente nos Estados Unidos, Reino Unido e Austrália. O programa governamental de visto J-1, por exemplo, permanece popular entre os estudantes irlandeses que buscam formação nos Estados Unidos.